# 永正の乱
永正の乱（えいしょうのらん）は、戦国時代初期の永正年間に関東・北陸地方で発生した一連の戦乱のこと。

## 概要
「永正の乱」と称しても、4つの戦いに分けて考えることが可能である。いずれも原因こそ別々のものではあるが、越後の内乱の発端である長尾為景の謀叛の背景には、上杉房能の命で為景の父・能景に神保慶宗救援として向かわせたものの、その慶宗の裏切りによって討たれた事件（般若野の戦い）がある。
越後の内乱による関東管領上杉顕定の予期せぬ戦死が山内上杉家の内紛の端緒であり、その対応で古河公方足利政氏父子の意見が割れた事が内紛再燃の原因となった。更に越後の内乱終結後の長尾為景の国内引締めの一環として神保氏討伐が位置づけられているため、これらの戦いは相関性の高いものであると考えられている。

### 越後国の内乱
永正3年（1506年）9月、越後守護代長尾能景が越中で戦死し、長尾氏の家督を継いで越後守護代となった長尾為景が、永正4年（1507年）8月、上杉定実を擁立して越後守護上杉房能を急襲。関東管領上杉顕定（房能実兄）を頼り関東への逃亡を図った房能を天水越で丸山信澄らと共に自害に追い込んだ。
これを討たんとした顕定は永正6年（1509年）、報復の大軍を起こすと為景は劣勢となって佐渡に逃亡した。しかし翌永正7年（1510年）には寺泊から再び越後へ上陸。為景方が反攻に転じると坂戸城主長尾房長は上杉軍を坂戸城には入れず六万騎城に収容させた。為景軍が六万騎城に迫ると上杉軍は退却したが、援軍の高梨政盛（為景の外祖父）の助力もあり、長森原の戦いで顕定を戦死させた。この戦いで、顕定に従軍していた長尾定明や高山憲重らも討たれており、山内上杉家の軍事力は大きく減退した。
なお、顕定の越後出兵の背景として、享徳の乱の最中に越後上杉家から顕定が山内上杉家から養子入りをして越後上杉家が戦いを主導した結果、越後上杉家と山内上杉家の立場が逆転してしまい（越後上杉家が上杉氏宗家として遇されるようになる）、顕定はその状態を解消するために越後上杉家との統合を目指したのではないかとする見方もある。
その後為景は宇佐美房忠・色部昌長・本庄時長・竹俣清綱ら敵対勢力を破り、越中神保氏討伐へと繋がる。

### 山内上杉家の内紛
顕定が戦死すると顕定と共に為景を討つため出陣し上野白井城に駐屯していた上杉憲房は撤退した。関東管領職は顕定の養子である上杉顕実が継承するが、同じく養子である憲房はこれを不服とし横瀬景繁・長尾景長らの支援を受け家督を争う。顕実は実兄の古河公方足利政氏に援助を求めるが、憲房は政氏の子で顕実の甥の足利高基を味方につけ対抗し、古河公方を巻き込み関東は2分された。扇谷上杉家当主・上杉朝良は仲裁に動いたが失敗、相模を伊勢宗瑞に侵略されていく。
永正9年（1512年）、顕実は長尾顕方や成田顕泰らの支援を受けて武蔵鉢形城に拠ったが、横瀬景繁・長尾景長らに攻められて敗北。山内上杉家当主の座を失い兄・政氏を頼って古河城へと逃亡した。
永正12年（1515年）、顕実の死によって終焉。関東管領職も憲房が継ぎ、家宰職も総社長尾家の顕方から足利長尾家の景長に移る事になるが、この内紛で弱体化した山内上杉家は長尾景春の再度の離反を招き、朝良の甥、上杉朝興や相模北条氏の北条氏綱、甲斐武田氏の武田信虎などと争うこととなる。

### 古河公方家の内紛
古河公方足利政氏と嫡男の高氏（後の高基）が古河公方の地位を争う。永正6年の対立では顕定の調停で和解したが、永正7年の顕定敗死後の山内上杉家の跡継ぎを巡り、再び対立。政氏に岩城常隆・由隆父子・佐竹義舜・小山成長が、高基に宇都宮成綱・忠綱父子・結城政朝が加わり、関東各地で戦闘が続発した。さらに政氏の次男・義明が下総で小弓公方として独立してしまう。
この内紛は下野宇都宮氏の内紛（永正の内訌 (下野宇都宮氏)）とも密接に絡んでおり、高基の舅にあたる宇都宮成綱による古河公方擁立の思惑もあった。結果、高基は成綱に擁立される形で第3代古河公方へ就任した。また、高基派の勢力は結城氏、上那須氏、小田氏と宇都宮成綱との間で婚姻同盟を結んでいる勢力が目立つ。高基自身も成綱の娘瑞雲院が正室である。
永正15年、高基が政氏を出家させ、政氏が武蔵国久喜の館に隠居することで収束したが、これをきっかけに古河公方家の没落が始まり、後北条氏が関東に着々と進出してくるのである。

#### 対立構図
太字は足利氏、斜体は各勢力の中心的な支援者。
| - 主な足利政氏派 - 古河公方 - 足利政氏（古河御所→小山祇園城） - 小山氏 - 小山成長（小山祇園城） - 佐竹氏 - 佐竹義舜（太田城） - 岩城氏 - 岩城常隆（大館城） - 岩城由隆 - 山内上杉氏 - 上杉顕実 - 宇都宮氏 - 芳賀高勝 - 白河結城氏 - 結城顕頼（白河小峰城） - 皆川氏 - 皆川氏秀（皆川城） - 佐野氏 - 佐野秀綱（唐沢山城） - 佐野泰綱 | - 足利政氏派→足利高基派 - 下那須氏 - 那須資房（烏山城） - 小山氏 - 小山政長 | - 主な足利高基派 - 古河公方 - 足利高基（宇都宮城→関宿城） - 下野宇都宮氏 - 宇都宮成綱（宇都宮城） - 宇都宮忠綱 - 中村氏 - 中村玄角（中村城） - 下総結城氏 - 結城政朝（結城城） - 小田氏 - 小田成治（小田城） - 小田政治 - 上那須氏 - 那須資親（福原城） - 山内上杉氏 - 上杉憲房 - 千葉氏 - 千葉勝胤（本佐倉城） - 千葉昌胤 - 後北条氏 - 北条早雲（小田原城） - 北条氏綱 - 伊達氏 - 伊達稙宗（梁川城） | - 主な中立派 - 山内上杉氏 - 上杉顕定（鉢形城） - 扇谷上杉氏 - 上杉朝良（川越城） | - 主な小弓公方派（独立） - 小弓公方 - 足利義明（小弓城） - 真里谷武田氏 - 真里谷恕鑑（真里谷城） - 里見氏 - 里見義通（稲村城） |

### 越中神保氏討伐
越中の戦国時代も参照。
永正17年（1521年）、長尾為景が父・長尾能景を死においやった神保慶宗を能登守護畠山義総とともに攻め滅ぼす。「越中永正の乱」とも。